# جینلی
جینلی (ارمنی: Ջինլի، ترکی آذربایجانی: Cinli) یک منطقه مسکونی در جمهوری آرتساخ است که در استان آسکران واقع شده‌است.